# Постминстер
Постминстер (њем. Postmünster) општина је у њемачкој савезној држави Баварска. Једно је од 31 општинског средишта округа Ротал-Ин. Према процјени из 2010. у општини је живјело 2.323 становника. Посједује регионалну шифру (AGS) 9277139.

## Географски и демографски подаци
Постминстер се налази у савезној држави Баварска у округу Ротал-Ин. Општина се налази на надморској висини од 390 метара. Површина општине износи 43,5 km². У самом мјесту је, према процјени из 2010. године, живјело 2.323 становника. Просјечна густина становништва износи 53 становника/km².